# Herbert Klimke
Herbert Klimke (* 15. August 1939 in Berlin) ist ein deutscher Bauingenieur.

## Leben und Wirken
Der Sohn eines Verwaltungsjuristen studierte nach dem Abitur an der TU Berlin Bauingenieurwesen und schloss dort seine Diplomarbeit über den statischen Nachweis der schrägen Hänger der Fehmarnsundbrücke bei Karlheinz Roik mit der Bestnote ab. Zur Lösung dieses Problems verfasste der von Klaus Brandes betreute Herbert Klimke für den Zuse-Rechner Z23 ein Programm in Maschinensprache. Nach Abschluss des Studiums 1966 folgte eine zweijährige Tätigkeit als Statiker bei Krupp in Rheinhausen und im Hochbau bei Krupp-Druckenmüller in Berlin. Seine Statiker-Karriere setzte Klimke 1968 bei der Firma Noell & Co. in Würzburg fort, um dann am 1. September 1971 in die Stahlbauabteilung von MERO (Raumfachwerke) einzutreten. Dieser vom Max Mengeringhausen begründeten Würzburger Firma blieb Klimke bis zu seinem Eintritt in den Ruhestand im Spätsommer 2004 treu.
Bei MERO baute Klimke das Rechenzentrum auf, dessen Leitung er von 1974 bis 1991 innehatte. 1976 promovierte er sich als Externer bei Udo Vogel an der TH Karlsruhe mit einer Arbeit über die Anwendung der Traglasttheorie auf statisch unbestimmte Raumfachwerke. Diese Erkenntnisse nutzte er für MERO, indem er das Finite-Elemente-Programmsystem Structural Analysis Program (SAP) so modifizierte, dass nichtlineare Effekte aus Theorie II. Ordnung und ideal-elastisches/ideal plastisches Materialverhalten abgebildet werden konnten. Basierend auf Untersuchungen von Helmut Emde arbeitete Klimke mit Jaime Sanchez und Martin Ruh an computergestützten Synthesen komplexer Topologien von Raumfachwerken. In seiner Eigenschaft als Leiter des Rechenzentrums kommt Klimke das Verdienst zu, dass MERO mit Hilfe der computerbasierten Verknüpfung von Entwurf, Berechnung, Konstruktion und NC-Fertigung von Raumfachwerken einen technischen Vorsprung erlangte und erfolgreich in den internationalen Markt  für räumliche Dachtragwerke, zuerst aus Raumfachwerken und später auch aus Stabschalen, einsteigen konnte [3].
Nicht zuletzt auf Grund seiner internationalen Vernetzung – etwa über die International Association for Shell and Spatial Structures (IASS) – und seines hohen Ansehens konnte MERO zahlreiche Dachtragwerke realisieren: Stadion Split, Stockholm Globe Arena, Hippodrome Ankara, Neue Messe Leipzig (1996), Arts Center Singapore, Eden Projekt in Cornwall, Ost-West-Glasdach des Lehrter Bahnhofs Berlin usw. Dabei arbeitete Klimke mit prominenten Architekten und Bauingenieuren wie Meinhard von Gerkan, Volkwin Marg, Nicholas Grimshaw, Ian Ritchie, Jörg Schlaich und Werner Sobek zusammen. Als langjähriges Mitglied des Redaktionsbeirats der Zeitschrift Stahlbau regte Klimke zahlreiche Aufsätze an, griff oft selbst zur Feder und steigerte die internationale Reputation der Zeitschrift Stahlbau. Klimkes Verdienste um die technisch-wissenschaftliche Entwicklung innovativer Stahl-Glas-Konstruktionen sind erheblich. Neben seiner Tätigkeit bei MERO – zuletzt als technischer Leiter – engagierte er sich beim Aufbau des Fachverbandes Konstruktiver Glasbau. So trug er wesentlich dazu bei, dass sich der Konstruktive Glasbau vom Stahlbau emanzipieren und als eigenständige Bauartwissenschaft etablieren konnte.
Im Oktober 2003 organisierte Klimke im Auftrag der Firma MERO im Bauhaus Dessau ein Festkolloquium zum 100. Geburtstag von Max Mengeringhausen mit Werner Sobek, Volkwin Marg, Werner Nachtigall und Karl-Eugen Kurrer als Vortragende. Ein Jahr später trat er in den Ruhestand.

## Werke
- H. Klimke: Zum Stand der Entwicklung der Stabwerkskuppeln. In: Der Stahlbau, 52. Jg. (1983), H. 9, S. 257–262.
- H. Klimke; W. Kemmer, N. Rennon: Die Stabwerkskuppel der Stockholm Globe Arena. In: Stahlbau, 58. Jg. (1989), H. 19, S. 1–8.
- H. Klimke; D. Hahn: CAD zwischen Automation und Interaktion. In: Stahlbau, 59. Jg. (1990), H. 10, S. 301–304.
- Chr. Stutzki; A. Kliem; H. Klimke; J. Kleprlik: Die Dachkonstruktion des Terminals 2 am Flughafen Frankfurt. In: Stahlbau, 63. Jg. (1994), H. 6, S. 161–168.
- H. Klimke; J. Sanchez; M. Vasilu; W. Stühler; C. Kaspar: Die Fassaden- und Stahlkonstruktion des Art Centers in Singapore. In: Stahlbau, 71. Jg. (2002), H. 7, S. 473–483.
- H. Klimke; S. Stephan; J. Geschwind; U. Stief; H.-G. Range; D. Kiehn: Die Ausführung des Ost-West-Glasdaches über dem Lehrter Bahnhof. In: Stahlbau, 71. Jg. (2002), H. 12, S. 869–883.
- H. Klimke; W. Walochnik: Raumfachwerke und kein Ende?. In: Stahlbau, 79. Jg. (2010), H. 7, S. 471–476.

## Nachweise
1. ↑  H. Klimke: Berechnung der Traglast statisch unbestimmter räumlicher Gelenkfachwerke unter Berücksichtigung der überkritischen Reserve der Druckstäbe. Karlsruhe: Dissertation Universität Karlsruhe 1976.
2. ↑  M. Ruh, H. Klimke: Darstellung eines Konstruktions-Systems zur Erzeugung der Geometrie von Knoten-Stab-Tragwerken. In: IKOSS – Intern. FEM-Kongreß, 1981, S. 107–122. Baden-Baden
3. ↑  WELCOME TO THE IASS. international association for shell and spatial structures, archiviert vom Original (nicht mehr online verfügbar) am 29. Juli 2019; abgerufen am 29. Juli 2019 (englisch).  Info: Der Archivlink wurde automatisch eingesetzt und noch nicht geprüft. Bitte prüfe Original- und Archivlink gemäß Anleitung und entferne dann diesen Hinweis.
4. ↑  Unternehmenschronik: Zeittafel zur Geschichte der Leipziger Messe. Leipziger Messe GmbH, archiviert vom Original am 29. November 2014; abgerufen am 9. Dezember 2014.
5. ↑  Arts Centre Singapore - The Esplanade. MERO, 2002, archiviert vom Original (nicht mehr online verfügbar) am 29. Juli 2019; abgerufen am 29. Juli 2019.  Info: Der Archivlink wurde automatisch eingesetzt und noch nicht geprüft. Bitte prüfe Original- und Archivlink gemäß Anleitung und entferne dann diesen Hinweis.

| Personendaten    | Personendaten          |
| ---------------- | ---------------------- |
| NAME             | Klimke, Herbert        |
| KURZBESCHREIBUNG | deutscher Bauingenieur |
| GEBURTSDATUM     | 15. August 1939        |
| GEBURTSORT       | Berlin                 |